# Sveriges Radio P4
Sveriges Radio Program 4, (SR P4, P4, formellt Sveriges Radio Program 4), är en radiokanal som täcker hela Sverige, och drivs av Sveriges Radio. Den startades 1987 som de regionala radiostationernas nätverk, och sedan 1993 sänds även nationella program även om kanalen är känd för lokalradio. Kanalen vänder sig till en vuxen publik och har många likheter med public service-kollegan BBC Radio 2 i Storbritannien.
P4 är Sveriges Radios mest lyssnade kanal, och används under dagtid av de 26 lokala radiostationer som sänder lokalt över en viss region. Under kvällar, nätter och helger sänds nationella program i kanalen, eller så sker då samsändningar med P3 då de båda är populärkanaler. Programmen i P4 handlar ofta om det svenska samhället  och lokala händelser, eller om nationella fenomen i Sverige och omvärlden, men till skillnad från P1 spelas även musik (oftast populärmusik).

## Sveriges beredskapskanal P4
Sveriges Radio har ett beredskapsuppdrag som innebär att sända meddelanden av vikt för allmänheten med efterföljande information. Detta ingår i Sveriges Radios sändningstillstånd (§ 21-24). I praktiken innebär det att Sveriges Radios beredskapsuppdrag är att Sveriges Radio ska sända:
- Viktigt meddelande till allmänheten (VMA), myndighetsmeddelanden, trafikmeddelanden, servicemeddelanden samt
- P4:s efterföljande information och Ekots nyhetsrapportering kopplat till händelsen

Beredskapsuppdraget ska fungera såväl vid fredstida kriser som vid situationer av höjd beredskap. Sändningstillståndet gör gällande att sändningarna ska ske med så god säkerhet att eventuella sändningsavbrott blir så korta som möjligt. Det gör att SR har ett robust sändarnät, tekniska resurser på plats dygnet runt och året om för att kunna hantera samt förebygga avbrott. 
Startskottet för beredskapskanalen P4:s arbete går från en särskild redaktion (Trafikredaktionen och Sändningsledningen) med ansvar för att ta emot begäran och sända meddelanden av vikt för allmänheten. Därefter tar den oberoende nyhetsverksamheten (framförallt P4, men också Ekot) vid för att fylla meddelandet med detaljerad efterföljande information. Utifrån den lokala och regionala förmågan kan kanalerna upprätthålla sändningar under stora nyhetshändelser. P4 är också den kanal som kommuner, länsstyrelser och andra myndigheter hänvisar till för krisinformation.

## Program
P4 sänder Ekonyheter en gång i timmen. Om vardagarna sänder P4 lokala program 05.59–13.00 samt 14.59–17.34. Mellan 13.04 och strax före 15.00 sänds det rikstäckande programmet P4 Extra måndag–fredag. 17.37–18:43 sänds Kvällspasset i P4 måndag–fredag. 18:43 sänds inslag från Barnradion och 18.55 nyheter från Klartext. Sportextra sänder direktsänd sport på vardagar mellan 19.00–21:40 då Karlavagnen tar över och sänder måndag–fredag fram till midnatt. Måndagar sänds programmet både på finska och svenska. Från midnatt och hela natten samsänder kanalen med P3 under programmet Vaken med P3 och P4.
På helger sänds inte lika många lokala program, utöver sex nyhetssändningar varje morgon/förmiddag. På helgerna sänder P4 många populära program, bland annat Ring så spelar vi, Svensktoppen, P4 Extra, Sportextra och Melodikrysset. Sedan 2019 sänder Karlavagnen även på söndagar, med samma sändningstid som under vardagarna (21.40–00.00). 
Vid större sportevenemang, utanför de ordinarie sportsändningarnas programtid, är det oftast i P4 som sändningarna sker.

## Program som hörts i P4 Riks
- Body & Soul
- Fråga bildoktorn
- Casino
- Da capo
- Efter tolv
- Efter tre
- Enhörning och Livh
- Hits - men inte längre
- I afton dans
- Kalas
- Karlavagnen
- Klartext
- Kombi
- Kvällspasset i P4
- Lantz i P4
- Melodifestivalen
- Melodikrysset
- Nattliv
- Nybryggt
- P4 Extra
- P4 Premiär
- Radioapans Knattekanal
- Radiosporten
- Ring så spelar vi
- Smoke Rings
- Svensktoppen
- Skivor från Vetlanda
- Tengby direkt
- Telespånarna
- Tidig morgon
- Uggla i P4
- Vaken med P3 och P4
- Wermelin

## Programledare som hörts i P4 Riks
- Avdic, Åsa
- Elfving, Ulf
- Eldeman, Anders
- Bromé, Lotta
- Ehrnst, Patrik
- Fontander, Pär
- Goldkuhl, Jenny
- Gramnes, Gunnar
- Haukka, Paul
- Jebril, Nadia
- Jankell, Annika
- Larsson, Morgan
- Löthén, Bosse
- Martin, Sanna
- Nilsson, Fredrik B
- Nilsson, Måns
- Norén, Carolina
- Olsson, Henrik
- Olsson, Rickard
- Pettersson, Bosse
- Rennerfelt, Marika
- Rosenfeldt, Hans
- Stenholm, Olle
- Rubin, Jesper J
- Sundberg, Peter
- Syrén, Lisa
- Tellinger, Susanne
- Tengby, Tomas
- Tosting, Andreas
- Wermelin, Stefan

## Lokala P4-kanaler
- P4 Blekinge
- P4 Dalarna
- P4 Gotland
- P4 Gävleborg
- P4 Göteborg
- P4 Halland
- P4 Jämtland
- P4 Jönköping
- P4 Kalmar
- P4 Kristianstad
- P4 Kronoberg
- P4 Malmöhus
- P4 Norrbotten
- P4 Sjuhärad
- P4 Skaraborg
- P4 Stockholm
- P4 Sörmland
- P4 Uppland
- P4 Värmland
- P4 Väst
- P4 Västerbotten
- P4 Västernorrland
- P4 Västmanland
- P4 Örebro
- P4 Östergötland